# Paranthias colonus
Paranthias colonus är en fiskart som först beskrevs av Valenciennes, 1846.  Paranthias colonus ingår i släktet Paranthias och familjen havsabborrfiskar. IUCN kategoriserar arten globalt som livskraftig. Inga underarter finns listade i Catalogue of Life.